# 高山ジュスタ
高山 ジュスタ（たかやま ジュスタ、生没年不詳）は、安土桃山時代から江戸時代にかけての女性。高山右近の妻。キリシタン。名は妙。

## 生涯
『フロイス日本史』によれば、摂津豊能郡余野の貴人（城主か）「クロン」殿の長女。母は摂津池田城主の娘・マリア。高山右近の父・飛騨守ダリオと「クロン」とは友人かつ遠縁であり、永禄7年（1564年）「クロン」とその一族は飛騨守の勧めがあり、ロレンソ了斎により受洗した。
のちに高山右近と結婚。子に高山長房（ジョアン）、初（ルチヤ）。
慶長19年（1614年）、江戸幕府によるキリシタン国外追放令を受け、右近、高山マリア、子供とともにルソンへ配流される。後にマニラで死去した。